# ジャン＝バティスト・デュボス

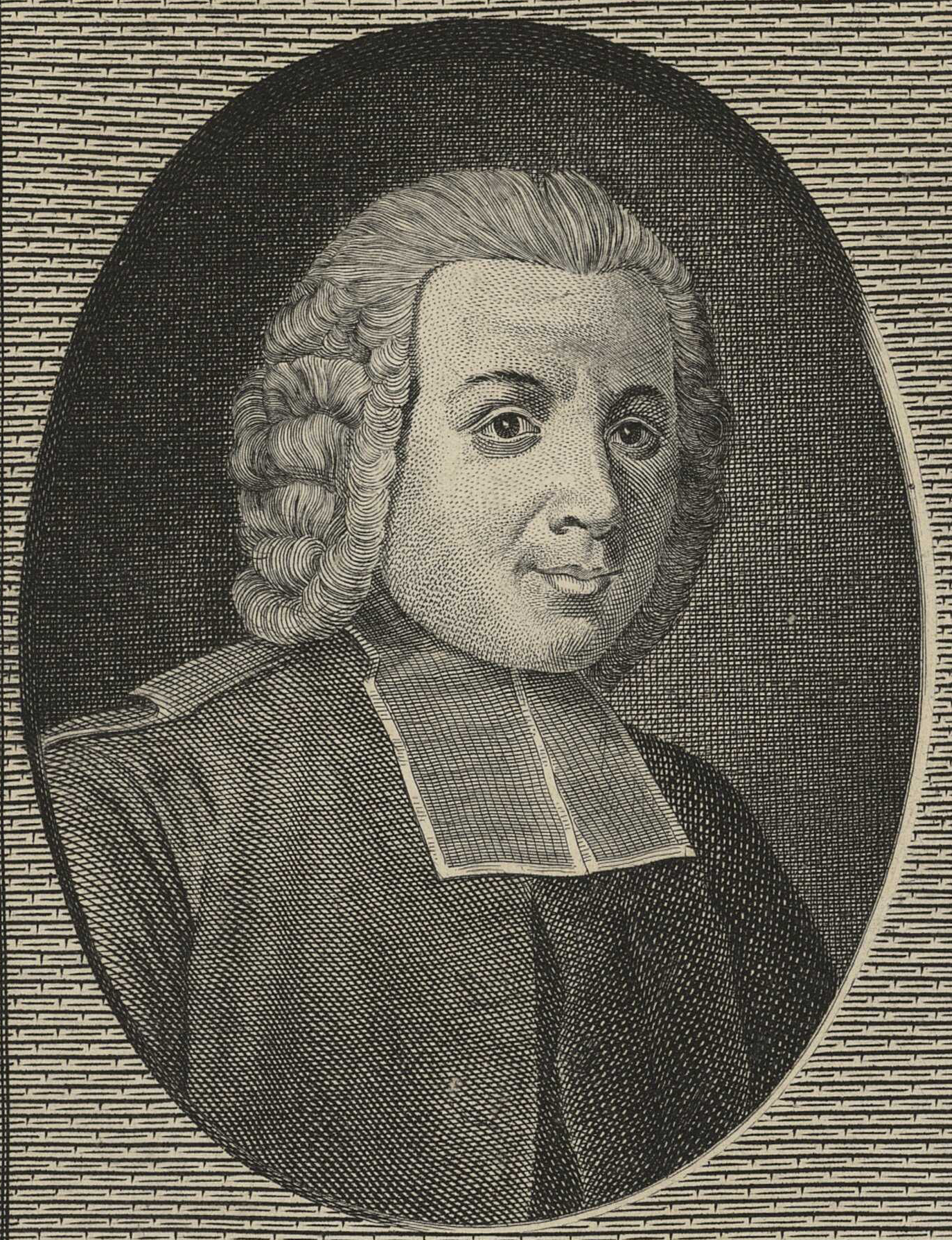
Jean-Baptiste Dubos(1670年 - 1742年)

ジャン＝バティスト・デュボス（Jean-Baptiste Dubos、1670年 - 1742年3月23日）は、フランスの歴史家。

## 生涯
ボーヴェの商人の子として生を受け、パリにて歴史を修学する。スペイン継承戦争について記した論文が当時の外務大臣ジャン＝バティスト・コルベールの目に止まり、外交官として活躍を始める。その後レゾンの町のノートルダム教会の司祭となり、文芸・史学研究に明け暮れた。
美的感覚についての相対論を述べた『詩と絵画についての批判的考察』（1718年）はフランスの哲学者ヴォルテールから絶賛されるなど高い評価を受け、新旧論争に一石を投じた。
1720年にアカデミー・フランセーズの会員に選出、1722年よりアンドレ・ダシエの後継となる同終身書記に抜擢。
1734年にはフランス王権確立論争に関して従来のロマニスト派に対しゲルマニスト派を提唱した。この説はモンテスキューなどにより否定説が説かれたが、フランソワ＝ルネ・ド・シャトーブリアンやフュステル・ド・クーランジュらによって支持されている。

## 著作
- 1718年『詩と絵画についての批判的考察』
- 1734年『ガリアにおけるフランス王権確立の批判的歴史』